# Ernest Harold Pearce
Ernest Harold Pearce (23 de julio de 1865-28 de octubre de 1930) fue el 106.º Obispo de Worcester de 1919 hasta su muerte. Asistió a Christ's Hospital y Peterhouse, Cambridge.
Fue ordenado sacerdote en 1890, y en primer lugar fue un señor asistente y capellán escolar en su alma meter. Un erudito eminente, fue Profesor de la Historia Bíblica en Queen's College, Londres hasta 1905 cuando se hizo Rector de Christ Church Greyfriars en la Ciudad de Londres. Tesorero y después arcediano de Westminster fue posteriormente elevado a la Sede del Diócesis de Worcester. Un clérigo cuya eficiencia, poderes de trabajo rápido y precisión de pensamiento fueron respetado tras la iglesia, murió de repente el 28 de octubre de 1930.